# Виправдана жорстокість
«Виправдана жорстокість» (калька з рос. назви; англ. A History of Violence, букв. «Історія жорстокості») — американська кримінальна драма, культовий фільм 2005 року.

## Сюжет
Двоє бандитів подорожують американською глибинкою, залишаючи після себе численні трупи. Одного разу вони опиняються в тихому містечку Міллбрук, штат Індіана, де живе власник кафе Том Столл разом зі своєю дружиною Едді та дітьми Джеком і Сарою. При спробі збройного пограбування свого закладу Том убиває бандитів. Він стає місцевим героєм, про нього розповідає телебачення. Одного разу в містечко приїжджає такий собі Карл Фоґарті, котрий стверджує, що в минулому Том був найманим убивцею на ім'я Джоуї К'юсак. Том намагається довести дружині й дітям, що сталася помилка, що його просто прийняли за іншого. Але незабаром ситуація починає виходити з-під контролю...

## У ролях
| Актор            | Роль            |
| ---------------- | --------------- |
| Вігго Мортенсен  | Том Столл       |
| Марія Белло      | Еді Столл       |
| Ед Гарріс        | Карл Фоґарті    |
| Вільям Герт      | Річі К'юсак     |
| Ештон Голмс      | Джек Столл      |
| Пітер МакНейл    | шериф Сем Карні |
| Стівен МакГетті  | Леланд Джонс    |
| Ґреґ Брик        | Біллі           |
| Кайл Шмід        | Боббі           |
| Самела Кей       | Джуді Денверс   |
| Джеррі Куїґлі    | Мік             |
| Дебора Дрейкфорд | Шарлотта        |
| Гейді Гаєс       | Сара Столл      |
| Ейдан Девайн     | Чарлі Рорк      |
| Білл МакДональд  | Френк Малліґан  |
| Мішель Маккрі    | Дженні Ваєт     |
| Ієн Метьюз       | Рубен           |
| Р.Д. Рейд        | Пет             |
| Морґан Келлі     | Бадді Боббі     |